# A Juventus FC eredményei
Ez a szócikk a Juventus eredményeit tartalmazza.

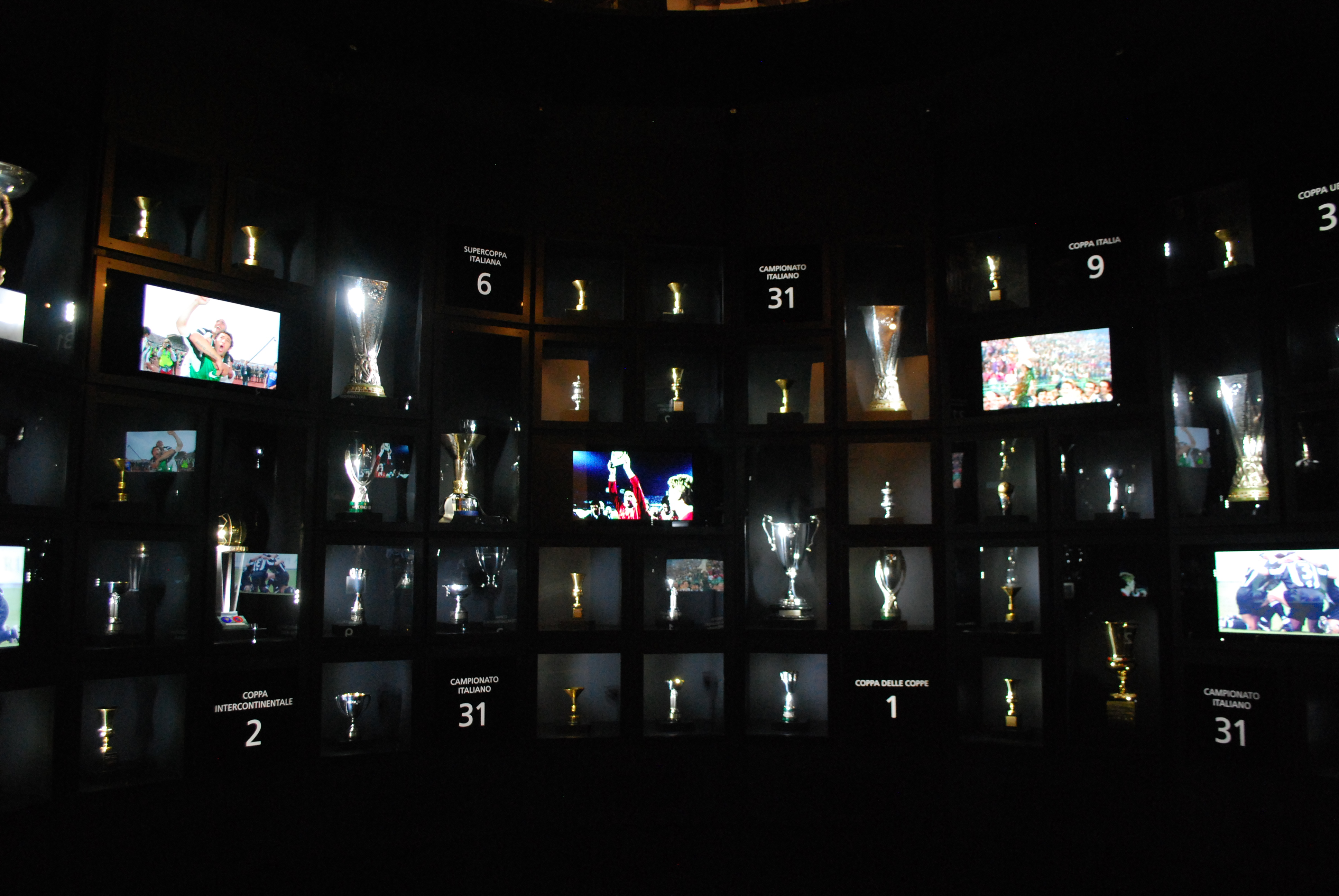
A klub trófea terem (1897-2013) a Juventus Museum.

## Hazai (40)
- Olasz bajnokság – Serie A

Bajnok (29 - rekord): 1905, 1925-26, 1930-31, 1931-32, 1932-33, 1933-34, 1934-351, 1949-50, 1951-52, 1957-58, 1959-60, 1960-61, 1966-67, 1971-72, 1972-73, 1974-75, 1976-77, 1977-78, 1980-81, 1981-82, 1983-84, 1985-86, 1994-95, 1996-97, 1997-98, 2001-02, 2002-03, 2004-052, 2005-062, 2011-12, 2012-13
Második (20): 1903; 1904; 1906; 1937-38; 1945-46; 1946-47; 1952-53; 1953-54; 1962-63; 1973-74; 1975-76; 1979-80; 1982-83; 1986-87; 1991-92; 1993-94; 1995-96; 1999-2000; 2000-01; 2008-09
1 A sorozatban 5 bajnoki cím olasz rekord. Később a Torino FC ezt beállította.
2 A címet a bundabotrány következtében elvették.
- Olasz bajnokság – Serie B

Bajnok (1): 2006-07
- Olasz kupa – Coppa Italia

Győztes (13 - rekord): 1937-38, 1941-42, 1958-59, 1959-60, 1964-65, 1978-79, 1982-83, 1989-90, 1994-95, 2014-2015, 2015-2016, 2016-2017, 2017-2018,
Döntős (6): 1972-73, 1991-92, 2001-02, 2003-04, 2011-12, 2019-20
- Olasz szuperkupa – Supercoppa Italiana

Győztes (9): 1995, 1997, 2002, 2003, 2012, 2013, 2015, 2018, 2020
Döntős (8): 1990, 1998, 2005, 2014, 2016, 2017, 2019, 2021

## Nemzetközi (11)
- BEK/BL

Győztes (2): 1984-85, 1995-96
Döntős (7): 1972-73, 1982-83, 1996-97, 1997-98, 2002-03, 2014-15, 2016-17
- KEK

Győztes (1): 1983-84
- UEFA-kupa

Győztes (3 - rekord): 1976-77, 1989-90, 1992-93
Döntős (1): 1994-95
- Intertotó-kupa

Győztes (1): 1999
- UEFA-szuperkupa

Győztes (2): 1984, 1996
- Interkontinentális kupa

Győztes (2): 1985, 1996
Döntős (1): 1973

## Egyéb trófeák (19)
- A közoktatás nemzeti osztálya-kupa

Győztes (3): 1900, 1901, 1902
- Torino kormányának arany medálja

Győztes (1): 1901
- TIM trófea

Győztes (1): 2009
- Torinói városi kupa

Győztes (2): 1902, 1903
- Trino Vercellese torna

Győztes (1): 1903
- Henry Dapples ezüstlabda

Győztes (1): 1904
- Nemzetközi egyetemi kupa

Győztes (1): 1904
- Luigi Bozino kupa

Győztes (2): 1905, 1906
- James Spensley kupa

Győztes (2): 1908, 1909
- De Martino bajnokság

Győztes (1): 1959–60
- Alpok-kupa

Győztes (1): 1963
- Kupa Pier Cesare Baretti emlékére

Győztes (2): 1992, 1993
- San Marino-i Köztársaság-kupa

Győztes (1): 1997

## Barátságos trófeák (33)
- Szuper csapatok kupája

Győztes (1): 1983
- Joan Gamper-kupa

Győztes (1): 2005
- Málta-kupa

Győztes (1): 1998
- San Marino-i torna

Győztes (3): 1998, 2001, 2002
- Nicola Ceravalo torna

Győztes (1): 1991
- Valenti emlékére rendezett kupa

Győztes (2): 1992, 1993
- Torinói kupa

Győztes (1): 1964
- Valle d’Aosta-trófea

Győztes (3): 2001, 2002, 2003
- Luigi Berlusconi-kupa

Győztes (9): 1991, 1995, 1998, 1999, 2000, 2001, 2003, 2004, 2010
- Birra Moretti-kupa

Győztes (6): 1997, 2000, 2003, 2004, 2006, 2008
- Novara-kupa

Győztes (1): 1994
- Andrea Fortunato emlékére rendezett kupa

Győztes (1): 1995
- Szent Vincent-kupa

Győztes (1): 1995
- Salerno-kupa

Győztes (1): 1995
- Kjeld Rasmussen-kupa

Győztes (1): 1994

## Díjak és elismerések

### Hazai
- 2 csillag az Olasz labdarúgó-szövetségtől (1958, 1982)
- AIC-az év olasz csapata (1997, 1998)

### Nemzetközi
- A legjobb olasz labdarúgócsapat a 20. században a Nemzetközi Labdarúgó-szövetségtől
- UEFA emléktábla az Európai Labdarúgó-szövetségtől
- Az év labdarúgócsapata a Nemzetközi Labdarúgó-szövetségtől (1993, 1996)
- A hónap labdarúgócsapata a Nemzetközi Labdarúgó-szövetségtől (2004. január, 2005 szeptember)